# Tiago della Vega
Tiago della Vega (ur. 8 marca 1984 w Caxias do Sul) – brazylijski gitarzysta rockowy i heavymetalowy. Zdobywca rekordu Guinnessa w kategorii najszybszy gitarzysta świata.

## Życiorys
Naukę gry na gitarze rozpoczął w wieku pięciu lat. Początkowo była to gitara klasyczna, jednak rok później zafascynował się gitarą elektryczną. Według oficjalnych źródeł della Vega przez sześć lat ćwiczył po czternaście godzin dziennie. W efekcie już jako nastolatek był doskonałym wirtuozem gitary i udzielał lekcji innym.
Jako muzyk debiutował w zespole After Dark. Pierwszy album wydał w 2005 roku wraz z zespołem Fermatha. W roku 2009 podpisał kontrakt z SG Records na wydanie solowego albumu. Krążek "Hybrid", prezentujący głównie muzykę heavymetalową, ukazał się w styczniu 2010 roku.
Przełomowym wydarzeniem w karierze artysty było ustalenie rekordu Guinnessa w 2008 roku. Muzykiem zainteresowały się liczne stacje telewizyjne (głównie w Japonii i Europie), zapraszając artystę do występów i wywiadów.

## Rekord Guinnessa
7 maja 2008 roku w brazylijskim São Paulo ustalił rekord Guinnessa jako najszybszy gitarzysta świata, grając – bez żadnych pomyłek – Lot trzmiela Rimskiego-Korsakowa w tempie 320 uderzeń na minutę. Artysta poprawił swój własny rekord, jednak bez udziału komisji Guinnessa, podczas występu w japońskim programie telewizyjnym, grając ten sam utwór z prędkością 370 BPM.

## Instrumentarium
Tiago della Vega gra na sygnowanej własnym imieniem siedmiostrunowej gitarze Andrellis TDV oraz na gitarach produkcji Dean Guitars. Muzyk używa wzmacniaczy marki Orange Amplification.

## Dyskografia
- Hybrid (pierwszy album solowy – 2009)
- Advent of the Truth (z zespołem Fermatha – 2005)